# 2000年愛立信公開賽
2000年邁阿密大師賽于2000年3月23日至4月6日在美國邁阿密舉行，又稱2000年愛立信公開賽，為第16屆賽事，在ATP為大師系列賽之一，在WTA為一級錦標賽，這是一項男女合辦的賽事，舉辦於克蘭登公園網球中心。

## 冠軍

### 男子單打
皮特·桑普拉斯 擊敗  古斯塔沃·库尔滕（6–1, 62–7, 7–65, 7–68）
- 這是他職業生涯第62個單打冠軍。

### 女子單打
玛蒂娜·辛吉斯 擊敗  林賽·達文波特（6–3, 6–2）
- 這是她職業生涯第28個單打冠軍。

### 男子雙打
托德·伍德布里奇 /  马克·伍德福德

### 女子雙打
茱莉·哈雷德-德库吉斯 /  杉山爱

## 外部連結
- 官方網址